# John Diggle (personaggio)
John Thomas Diggle, Sr (interpretato da David Ramsey) è un personaggio creato da Greg Berlanti, Andrew Kreisberg e Marc Guggenheim per la serie televisiva Arrow e una figura ricorrente del cosiddetto Arrowverse. 
Si tratta di un ex soldato delle Forze Speciali dell'Esercito degli Stati Uniti, congedato con onore con il rango di capitano sergente; in seguito diventa  amico e partner di Oliver Queen. Mentre John Diggle è stato originariamente un personaggio creato per lo show, la sua popolarità ha fatto introdurre un personaggio con lo stesso nome modellato dopo l'apparizione di Ramsey per essere creato per i fumetti Green Arrow in The New 52. Mentre gli elementi della serie Arrow  sono stati rimossi dopo il rilascio 40, John è apparso nuovamente dopo il rilancio della serie come parte della DC Rebirth.

## Stagioni

### Prima stagione
Durante la prima stagione, John è stato assunto come guardia del corpo di Oliver e diventa il suo confidente nella sua missione per salvare Starling City. John cerca di aiutare Oliver a bilanciare la vita normale e la vita vigilante, e talvolta lo aiuta nel campo. John fornisce a Oliver assistenza medica, limitando la sua necessità di un trattamento ospedaliero. Un combattente già esperto, John riceve una formazione supplementare da Oliver. John ha un odio verso Floyd Lawton (Deadshot) che uccise suo fratello, Andy. John ha una relazione sentimentale con la vedova di suo fratello, Carly, ed è una figura genitoriale di suo figlio, A.J., durante questa stagione.

### Seconda stagione
Nella seconda stagione, John e Felicity continuano ad aiutare Oliver con la sua crociata e John continua ad essere consigliere e partner di Oliver insieme a Sara e Roy. John ha una relazione con la sua ex moglie Lyla Michaels, ella è un membro non ufficiale dell'A.R.G.U.S., ed è membro della Squadra Suicida sotto il nome di codice "Freelancer". Sviluppa anche un'alleanza disagevole con Amanda Waller che occasionalmente gli chiede assistenza in campo, con le missioni dell'A.R.G.U.S.. Lyla scopre di essere incinta del figlio di John.

### Terza stagione
Nella terza stagione, John continua ad aiutare Oliver e la sua squadra, ma deve dedicare più tempo alla sua bambina, appena nata, avuta con Lyla, a cui dà il nome di Sara dopo l'uccisione di Sara Lance. Dopo che Lyla viene seriamente ferita in un attacco, decidono di risposarsi. Quando Oliver è dato per morto nelle mani di Ra's al Ghul, John comanda Felicity, Roy e Laurel fino al ritorno del suo amico. Dopo il ritorno di Oliver, John lo accompagna a Nanda Parbat per aiutarlo a liberare Malcolm, ma i due sono catturati. John e Lyla si sposano dopo un'esperienza in cui ella è quasi morta con la Squadra Suicida, quando Deadshot si sacrifica per loro. John e Lyla decidono di uscire dal Team Arrow e dall'A.R.G.U.S. per amore della loro figlia. Dopo che Oliver lascia la squadra ad aderisce alla Lega degli Assassini come parte di un accordo per far rivivere, una defunta Thea, John diventa il leader della squadra, anche se non è ancora pronto a perdonare Oliver per aver sequestrato Lyla come parte di un inganno per ottenere l'accettazione da parte del Lega.

### Quarta stagione
Nella quarta stagione, John ora con il nome in codice di "Spartan", scopre che l'organizzazione che mira a Star City, è l'H.I.V.E., sono loro, che hanno assunto Lawton per uccidere il fratello di John, Andy. John perdona Oliver dopo la lotta con un meta-umano operativo dell'H.I.V.E., di nome Jeremy Tell. Con l'aiuto di Quentin Lance, John scopre, che Damien Darhk aveva assassinato Andy e che egli era un leader dei cartelli della droga e rivale territoriale di Darhk prima della sua morte. Tuttavia, John scopre che Darhk ha inscenato la morte di Andy e lo ha reclutato nel H.I.V.E., come soldato, portando John e suo fratello a diventare nemici. Sentendosi in colpa, sul ruolo che suo fratello, ha avuto nella morte di Laurel, John cerca vendetta contro Andy e Darhk. Diggle uccide suo fratello dopo che Andy quasi provoca la morte di Lyla e Sara. Inizialmente mente a Lyla, dicendo che ha ucciso suo Andy per autodifesa, ma Oliver incoraggia John a dire la verità a sua moglie. John rientra nell'esercito americano dopo aver detto la verità a sua moglie e dopo aver sconfitto Darhk.

### Quinta stagione
Nella quinta stagione, John viene tradito dal suo comandante J.G. Walker, dopo un tentativo fallito di vendere armi nucleari. John viene accusato dei crimini della Walker; Oliver e Lyla, lo fanno scappare dalla prigione statale, e John rimane alla base originale dell'H.I.V.E. fino alla prova della sua innocenza. John rimane comunque colpevole di aver ucciso Andy e continua a proteggere la città come Spartan per riscattarsi. A causa degli eventi dell'episodio di The Flash "Flashpoint", la storia familiare di John viene alterata: sua figlia Sara, verrà cancellata dall'esistenza e sostituita da John "J.J." Diggle, Jr., a seguito di un cambiamento temporale causato da Eobard Thawne, correggendo la realtà Flashpoint creata da Barry Allen. John scopre l'alterazione della sua vita, la cancellazione di sua figlia e lo status di suo figlio come una temporanea aberrazione, e nonostante la ferita causata da queste circostanze, sceglie di perdonare Barry. Lyla, però, non ha fiducia in Barry e per questo lo odia Barry. Felicity è in grado di provare l'innocenza di John ripristinando i file digitali che la Walker aveva distrutto. Tuttavia, il tradimento e la morte di Andy, per mano di John, hanno messo un bersaglio sulla sua testa; egli lotta per controllare la sua rabbia e talvolta polverizza i criminali come valvola di sfogo, alimentando la preoccupazione di Oliver sul suo comportamento irregolare. John poi fa amicizia con il successore scelto da Oliver per prendere il costume di Laurel, Dinah Drake, un detective Central City, egli la incoraggia a mettere radici a Star City. Alla fine della quinta stagione, il destino di John è sconosciuto per via della distruzione di Lian Yu causata da Adrian Chase.

### Sesta stagione
Nella sesta stagione, John viene incaricato da Oliver di diventare il nuovo Green Arrow, dopo che questi ha abbandonato il costume del vigilante. Nel raccogliere la sua eredità, John tuttavia si ritrova ad affrontare le conseguenze dell'esplosione a Lian Yu. Le schegge generate dal esplosivo infatti, hanno causato un costante tremolio nel braccio destro di John impedendogli di agire come arciere. Inizierà così a fare utilizzo dei farmaci prodotti da Dragon, nome in codice di un uomo che si rivelerà essere un criminale. In seguito, eliminata la minaccia del trafficante, John deve far fronte all'astinenza postuma all'uso dei farmaci, che svanirà grazie a un prodotto ideato da Curtis, basato sul dispositivo impiantato nella spina dorsale di Felicity. Questo però si rivela inefficace e durante uno scontro, John rimane ferito gravemente.

## Abilità
Nelle prime due stagioni Diggle viene presentato come un ex soldato delle United States Army Special Forces e pertanto esperto nell'uso delle armi e nel combattimento corpo a corpo dimostrandosi abbastanza abile da riuscire a tenere quasi testa ad avversari del calibro di Chien Na Wei e Floyd Lawton e da essere un buon sparring partner per Oliver durante le sue sessioni di allenamento. Proprio grazie a questi allenamenti, Diggle avrà modo di migliorare progressivamente le sue abilità: nella terza stagione affronterà contemporaneamente più membri della lega degli assassini; nella quarta, grazie all'aiuto di Thea, sconfiggera' Cupido; nella quinta competerà con i guerrieri altamente addestrati di Talia Al Ghul e nella sesta addirittura riuscirà a tenere testa a Ricardo Diaz in un combattimento corpo a corpo.